# Kötöny
A Kötöny török eredetű régi magyar személynév, jelentése: lóra termett.

## Gyakorisága
Az 1990-es években szórványos név, a 2000-es években nem szerepel a 100 leggyakoribb férfinév között.

## Névnapok
- március 20.[2]
- augusztus 7.[2]

## Híres Kötönyök
- Kötöny kun fejedelem a tatárjárás idején (†1241)